# Sindrome dell'uomo rigido
La sindrome dell'uomo rigido, conosciuta anche come sindrome della persona rigida o SPR (in inglese stiff-person syndrome o stiff-man syndrome), è una rara neuropatia periferica a insorgenza lentamente progressiva, con tratti di miopatia e a volte coinvolgimento del sistema nervoso centrale (cervelletto e secondo motoneurone o neurone motorio inferiore e spinale; tuttavia non è considerata una malattia del motoneurone che non è danneggiato); spesso è secondaria ad altre neuropatie, miopatie o patologie. Gli anticorpi attaccano la decarbossilasi dell'acido glutammico (GAD) a livello di canali ionici (canalopatia) e inizialmente solo nella giunzione neuromuscolare causando la sintomatologia di rigidità e ipereccitabilità neuromuscolare.
Essa colpisce le donne con una frequenza di circa il doppio rispetto agli uomini ed è caratterizzata da rigidità del torace e degli arti, e altri sintomi come spasmi e astenia, con eziologia immunomediata. I pazienti sono altrimenti normali, e l'esame obiettivo evidenzia solo la rigidità, gli spasmi, e talvolta una pseudo-ipertrofia muscolare. Sebbene forse sottostimata, è considerata una malattia rara, con prevalenza di 1 su 1 milione. La patologia è simile a un'altra rara neuromiopatia, la sindrome di Isaac, che presenta anche miotonia, ma spesso con una sintomatologia affine e sfumata.

## Sintomi

### Spasticità e rigidità
I prodromi della malattia si presentano come semplici dolori, rigidità nei muscoli assiali, cadute. L'esordio avviene durante la crescita e i sintomi insorgono perlopiù in maniera insidiosa nel corso di mesi o anni.
Vengono colpiti per primi e in maniera prevalente il torace e le anche; questo compromette l'andatura che diventa rigida e impacciata (andatura "a soldatino di piombo"). Contemporaneamente si manifestano disordini del movimento e del sistema extrapiramidale: spasmi muscolari dolorosi, crampi, vertigini e fascicolazioni, che possono avvenire spontaneamente o accentuare la risposta a riflessi, stimolazioni sensoriali o stress emotivo.

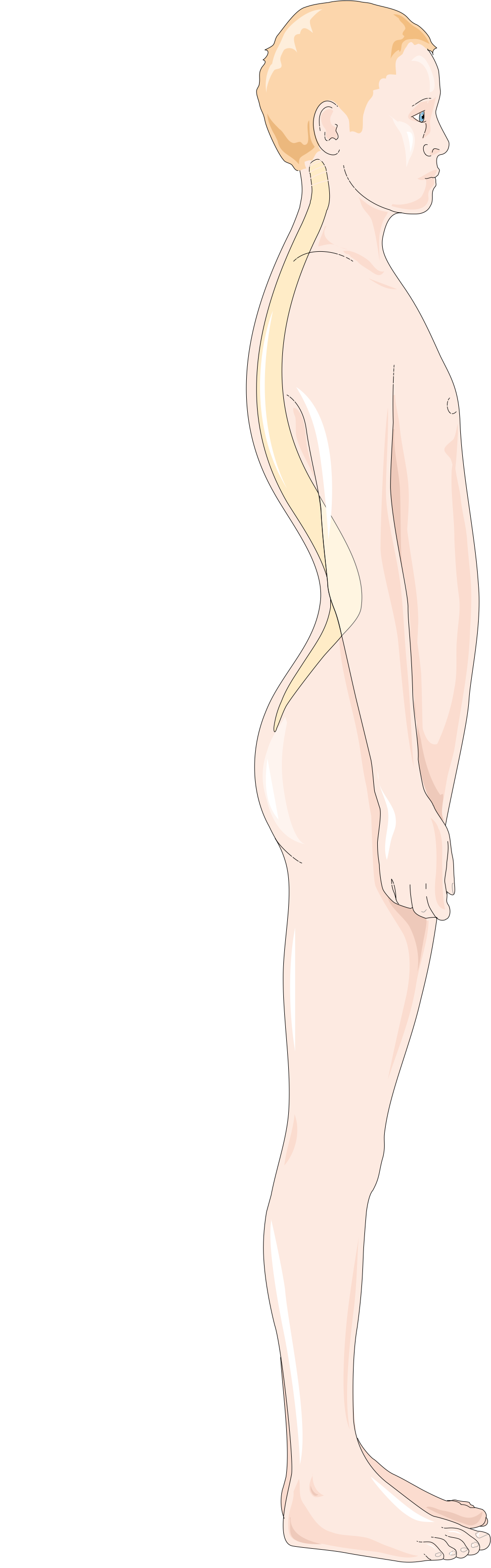
La postura lordotica è tipica dei pazienti con SPR

Gli spasmi sono solitamente bilaterali, ma può esservi preponderanza di un arto; si presentano come scatti mioclonici improvvisi, che possono provocare cadute anche gravi, seguiti da movimenti tonici crampiformi della durata di alcuni secondi. I pazienti avvertono anche dolori muscolari cronici, contratture, ipertonia, iperreflessia, spasticità diffusa, tremore cerebellare o muscolare, astenia, fenomeno miotonico.

### Sintomi autonomici e sistemici
Gli spasmi sono talvolta accompagnati da sintomi respiratori (dispnea) o di disautonomia, come aumento della pressione sanguigna, della frequenza cardiaca e della temperatura corporea, intolleranza al calore e al freddo, eccessiva sudorazione, disregolazione della termoregolazione, disreflessia autonomica, tic.

### Altri sintomi
Nella maggior parte dei pazienti si sviluppa la paura di attraversare spazi aperti (pseudo-agorafobia) che, accentuando lo stress emotivo del soggetto, può essa stessa causare l'insorgenza degli spasmi. Alcuni sperimentano l'insorgere di ansia, depressione, insonnia, fobie varie, dipendenza da alcolici. Il soggetto può presentare e sviluppare cifosi e iperlordosi per rigidità dei muscoli dorsali, e di conseguenza mielopatia spinale e radicolopatia da postura errata, e sindromi da compressione.

#### Sintomi gastrointestinali e urinari
Non colpisce classicamente la muscolatura liscia ma solo i muscoli striati (con l'eccezione del muscolo cardiaco). Talvolta, a causa degli spasmi e della rigidità dei muscoli toracici (diaframma, muscoli intercostali), addominali, elevatore anale (sindrome del pubo-rettale), ecc., tutti volontari (striati), possono verificarsi ritenzione urinaria, tenesmo vescicale, spasmi ano-rettali, dischezia, nausea, disfagia e costipazione. In un campione di persone con disturbi dello spettro della sindrome dell'uomo rigido, in assenza di altre patologie, sono risultati presenti disfagia nel 45%, costipazione nel 40%, e nausea/vomito nel 23%. Non è chiaro però se gli anticorpi anti-GAD influenzino direttamente la muscolatura intestinale, che è liscia, forse a causa al danneggiamento dei recettori GABA dell'intestino e del sistema nervoso enterico e alla scarsità di esso come in determinate patologie neurologiche o neuropsichiatriche.

### Decorso
Nella maggior parte dei casi, la progressione si mantiene lenta con periodi di stasi che durano anche anni. Si può verificare una subitanea generalizzazione di alcuni sintomi localizzati.

## Cause
Sembra dimostrato che il meccanismo patologico di tale sindrome sia da ricercare nella alterazione delle proteine coinvolte nell'endocitosi di vescicole al livello sinaptico, proteine tra l'altro coinvolte nella differenziazione della sinapsi stessa (sinaptogenesi).
Tuttavia le cause della sindrome dell'uomo rigido non sono ancora del tutto chiare e le sue varianti cliniche sono associate a diverse forme morbose, tra cui: encefalomielite, diabete mellito di tipo I, tiroidite (in particolare tiroidite autoimmune di Hashimoto, neoplasie (carcinoma mammario o polmonare, timoma, cancro al colon; in questo caso si parla di sindrome paraneoplastica), anemia perniciosa (da celiachia o gastrite cronica atrofica autoimmune), miastenia grave, vitiligine, psoriasi, infezioni come ad esempio virus di Epstein-Barr o COVID-19 (Long COVID, che è stato dimostrato poter indurre o peggiorare le sindromi di neuropatia periferica); più raramente come residuo o comorbilità di neuropatie primarie autoimmuni (es. sindrome di Guillain-Barré, CIDP, neuropatia motoria multifocale...), e idiopatica.
La presenza di anticorpi contro la decarbossilasi dell'acido glutammico (GAD), diretta di solito contro il sistema nervoso periferico ma a volte anche contro parti del sistema nervoso centrale, nella maggior parte dei pazienti suggerisce un'origine autoimmune, dovuta alla scarsità dei derivati dell'acido glutammico, neurotrasmettitore, nelle sinapsi.
Tra i familiari di persone colpite da questa malattia si registra un'incidenza leggermente più alta di malattie caratterizzate da risposta immunitaria anti-GAD.

## Tipologie
Vi sono diverse tipologie.:
- classica;
- parziale (sindrome dell'arto rigido);
- plus;
- altro: forma encefalomielitica o PERM (encefalomielite progressiva con rigidità e mioclonia).

## Diagnosi
La diagnosi si basa essenzialmente sull'osservazione clinica. La conferma si può ottenere dalla rilevazione di anticorpi contro la GAD nel siero (sia nel sangue sia nel liquor spinale) o, ove questi siano assenti, dalle anomalie elettromiografiche. La TAC spinale permette di escludere cause meccaniche. Il segno di Babinski è spesso positivo. Circa il 20-30% dei pazienti non mostra gli anticorpi anti-GAD rendendo più difficile la diagnosi.
La diagnosi differenziale è solitamente con altre neuropatie (es. sindrome di Isaac, neuropatia delle piccole fibre, sindrome da compressione nervosa...), con la miotonia congenita o patologie quali sclerosi multipla, malattia di Parkinson, o altre.
La diagnosi differenziale con le canalopatie e la neuromiotonia o sindrome di Isaac è difficile a livello clinico senza l'ausilio dei test immunologici o genetici.

## Terapia
È possibile solo la terapia sintomatica (benzodiazepine, miorilassanti come baclofene), che raramente è del tutto efficace. Il diazepam rappresenta l'unico farmaco che diminuisce in modo consistente la rigidità muscolare, attraverso il rilassamento muscolare e l'incremento della trasmissione GABA-energica; tuttavia può accentuare la depressione nel soggetto, e dare tolleranza e dipendenza. Occorre prestare attenzione nella somministrazione di benzodiazepine e miorilassanti in caso di concomitanza con miastenia gravis. Possono essere somministrati anche i corticosteroidi e gli immunomodulatori. È stato sperimentato l'uso medico della cannabis. L'anticorpo monoclonale rituximab ha prodotto buoni risultati in certi casi, ma è somministrato in casi gravi, dato il rischio di effetti collaterali. È utile anche la fisioterapia.

## Prognosi
Solitamente la prognosi è abbastanza buona e si ottiene una stabilità dei sintomi. Circa il 65% dei pazienti può degenerare col tempo fino ad avere bisogno talvolta di una leggera assistenza. 
Solo il 10% (forme rapidamente progressive, come la PERM), necessita invece di cure intensive; in questa piccola percentuale si rischia dopo molti anni una rigidità totale, che può mettere in pericolo di vita a causa di acidosi metabolica di origine respiratoria, o in caso di crisi autonomica in assenza di ventilazione assistita.
Raramente è necessario l'uso di una sedia a rotelle; alcuni pazienti possono sentirsi più sicuri utilizzando deambulatori, stampelle o bastoni da passeggio in alcune occasioni.

## Società e cultura
Essendo una patologia piuttosto rara e spesso sottodiagnosticata, vi è poca consapevolezza riguardo alla sindrome — rispetto ad altre condizioni neurologiche più diffuse come la malattia di Parkinson e la sclerosi multipla — che è cresciuta a livello mediatico negli anni 2020 da quando la cantante Céline Dion ha annunciato pubblicamente nel 2022 di soffrire di una forma invalidante progressiva di questa malattia.